# Yang Wei (bádminton)
Yang Wei (en chino: 楊維; Wuhan, 13 de enero de 1979) es una deportista china que compitió en bádminton, en la modalidad de dobles mixto.
Participó en tres Juegos Olímpicos de Verano, obteniendo dos medallas en la prueba de dobles, plata en Sídney 2000 (junto con Huang Nanyan) y oro en Atenas 2004 (con Zhang Jiewen), y el quinto lugar en Pekín 2008, en la misma prueba.
Ganó tres medallas en el Campeonato Mundial de Bádminton entre los años 2005 y 2007.

## Palmarés internacional
| Juegos Olímpicos   | Juegos Olímpicos         | Juegos Olímpicos  | Juegos Olímpicos |
| Año                | Lugar                    | Medalla           | Prueba           |
| ------------------ | ------------------------ | ----------------- | ---------------- |
| 2000               | Sídney (Australia)       | Medalla de plata  | Dobles           |
| 2004               | Atenas (Grecia)          | Medalla de oro    | Dobles           |
| Campeonato Mundial |                          |                   |                  |
| Año                | Lugar                    | Medalla           | Prueba           |
| 2005               | Anaheim (Estados Unidos) | Medalla de oro    | Dobles           |
| 2006               | Madrid (España)          | Medalla de bronce | Dobles           |
| 2007               | Kuala Lumpur (Malasia)   | Medalla de oro    | Dobles           |